# Paluani Chievo 1985-1986
Questa voce raccoglie le informazioni riguardanti il Paluani Chievo nelle competizioni ufficiali della stagione 1985-1986.

## Stagione
Nella stagione 1985-86 il Chievo disputò il suo undicesimo campionato Interregionale. La squadra clivense finì il campionato in testa alla classifica a pari punti con il Bassano. Fu disputato quindi uno spareggio per la promozione sul neutro di Brescia. Il match terminò ai rigori dove i vicentini si imposero per 4-2. Tuttavia al Bassano venne revocata la promozione per un illecito sportivo, permettendo ai giallo-blù di essere ammessi in Serie C2.
Miglior marcatore in campionato fu Giovanni Sartori con 17 reti, seguito da Notari con 10; Ghiandai con 4; Venturini con 3; Matteoni con 2 e Montagni, Galli, Perlina, Menabue e Tonolli con 1 rete.

## Rosa
| N. |                   | Ruolo | Calciatore          |
| -- | ----------------- | ----- | ------------------- |
|    | Italia (bandiera) | P     | Enzo Zanin          |
|    | Italia (bandiera) | P     | Valentino De Grandi |
|    | Italia (bandiera) | D     | Lorenzo Balestro    |
|    | Italia (bandiera) | D     | Beniamino Montagni  |
|    | Italia (bandiera) | C     | Paolo Galli         |
|    | Italia (bandiera) | C     | Gigi Perlina        |
|    | Italia (bandiera) | C     | Giampaolo Menabue   |
|    | Italia (bandiera) | A     | Luciano Venturini   |
|    | Italia (bandiera) | A     | Giovanni Sartori    |
|    | Italia (bandiera) | A     | Roberto Notari      |

| N. |                   | Ruolo | Calciatore         |
| -- | ----------------- | ----- | ------------------ |
|    | Italia (bandiera) |       | Brida Stefano      |
|    | Italia (bandiera) |       | Ghiandai           |
|    | Italia (bandiera) |       | Girelli            |
|    | Italia (bandiera) | C     | Luca De Cassai     |
|    | Italia (bandiera) |       | Matteoni Andrea    |
|    | Italia (bandiera) |       | Sartori            |
|    | Italia (bandiera) |       | Tommasi Franco     |
|    | Italia (bandiera) |       | Tonolli            |
|    | Italia (bandiera) | C     | Giovanni Vicentini |

## Risultati

### Campionato interregionale
| G  | Casa            | Ospite          | Risultato | Marcatori                          |
| 1  | Vittorio Veneto | Paluani Chievo  | 0-3       | Notari 2, Matteoni                 |
| 2  | Paluani Chievo  | Tombolo         | 1-1       | Sartori                            |
| 3  | Pescantina      | Paluani Chievo  | 1-1       | Sartori rig.                       |
| 4  | Passirio Merano | Paluani Chievo  | 0-1       | Notari                             |
| 5  | Paluani Chievo  | Fontanafredda   | 2-0       | Matteoni, Sartori                  |
| 6  | Manzanese       | Paluani Chievo  | 0-3       | Sartori rig., Notari, Ghiandai     |
| 7  | Paluani Chievo  | Benacense Riva  | 1-1       | Perlina                            |
| 8  | Trivignano      | Paluani Chievo  | 0-1       | Biancardi                          |
| 9  | Paluani Chievo  | Rovereto        | 4-0       | Notari, Sartori, Menabue, Ghiandai |
| 10 | Opitergina      | Paluani Chievo  | 2-1       | Montagni                           |
| 11 | Paluani Chievo  | Valdagno        | 1-1       | Sartori                            |
| 12 | Bassano         | Paluani Chievo  | 1-0       |                                    |
| 13 | Paluani Chievo  | Cittadella      | 4-1       | Galli, Notari 2, Sartori           |
| 14 | Pro Gorizia     | Paluani Chievo  | 0-1       | Galli                              |
| 15 | Paluani Chievo  | Conegliano      | 1-0       | Sartori                            |
| 16 | Paluani Chievo  | Vittorio Veneto | 4-0       | Notari 2, Ghiandai, Sartori        |
| 17 | Tombolo         | Paluani Chievo  | 0-0       |                                    |
| 18 | Paluani Chievo  | Pescantina      | 0-0       |                                    |
| 19 | Paluani Chievo  | Passirio Merano | 3-0       | autorete, Venturini, Sartori       |
| 20 | Fontanafredda   | Paluani Chievo  | 0-1       | Sartori                            |
| 21 | Paluani Chievo  | Manzanese       | 1-0       | Tonolli                            |
| 22 | Benacense Riva  | Paluani Chievo  | 0-0       |                                    |
| 23 | Paluani Chievo  | Trivignano      | 3-1       | Sartori 3 (1 rig.)                 |
| 24 | Rovereto        | Paluani Chievo  | 0-1       | Sartori rig.                       |
| 25 | Paluani Chievo  | Opitergina      | 3-1       | Ghiandai, Venturini, Sartori       |
| 26 | Valdagno        | Paluani Chievo  | 0-0       |                                    |
| 27 | Paluani Chievo  | Bassano         | 1-0       | Venturini                          |
| 28 | Cittadella      | Paluani Chievo  | 2-0       |                                    |
| 29 | Paluani Chievo  | Gorizia         | 1-2       | Sartori                            |
| 30 | Conegliano      | Paluani Chievo  | 0-1       | Notari                             |

| Giocate | Vinte | Nulle | Perse | Goal fatti | Goal subiti | Punti |
| 30      | 18    | 8     | 4     | 44         | 13          | 44    |

#### Spareggio promozione
| Brescia 18 maggio 1986                                                               | Bassano Virtus       | 1 – 1 (d.t.s.) | Paluani Chievo |  |
| \| \| \| \| \| ? ?’ \| Marcatori \| ?’ Venturini \| \| \| Tiri di rigore 4 – 2 \| \| |                      |                |                |  |
|                                                                                      |                      |                |                |  |
| ? ?’                                                                                 | Marcatori            | ?’ Venturini   |                |  |
|                                                                                      | Tiri di rigore 4 – 2 |                |                |  |